# Slag bij Langres
De Slag bij Langres vond plaats in 298 in de buurt van Lingonae, de huidige stad Langres in Frankrijk, tussen de Alemannen en de Romeinen onder leiding van keizer Constantius I. De Romeinen kwamen als de overwinnaars uit deze veldslag.

## Veldslag
De aanloop naar de veldslag begon met een nederlaag voor Constantius. Tijdens een inspectietocht was hij, slechts vergezeld door een geringe legermacht, in een hinderlaag gelopen. Door op de vlucht te slaan voor de Alemannen kon hij het vege lijf redden. Tijdens de schermutselingen was de keizer verwond geraakt en in de nabijgelegen Romeinse stad Andemattunum (tegenwoordig Langres) konden de Romeinen zich verschansen. De daarop aansluitende belegering door de Alemannen duurde maar enkele uren, want al spoedig bereikte de hoofdmacht van het Romeinse leger de stad en viel aan.
Volgens de Romeinse geschiedschrijving vielen meer dan 60.000 Alamannen in de strijd. Het aantal doden is vermoedelijk overdreven om de Romeinse overwinning glansvoller te doen lijken.